# Такертон (Њу Џерзи)
Такертон (енгл. Tuckerton) град је у америчкој савезној држави Њу Џерзи.

## Демографија
По попису из 2010. године број становника је 3.347, што је 170 (-4,8%) становника мање него 2000. године.
| Група             | 2000.         | 2010.         |
| Белци             | 3.342 (95,0%) | 3.054 (91,2%) |
| Афроамериканци    | 14 (0,4%)     | 25 (0,7%)     |
| Азијати           | 19 (0,5%)     | 35 (1,0%)     |
| Хиспаноамериканци | 109 (3,1%)    | 203 (6,1%)    |
| Укупно            | 3.517         | 3.347         |